# Please Don't Leave Me
Please Don't Leave Me is een nummer van Funhouse, een studioalbum van P!nk uit 2008. Het nummer werd als derde single van het album uitgebracht.

## Achtergrondinformatie
Please Don't Leave Me is een samenwerking van P!nk en schrijver/producer Max Martin. Het is een van de vier nummers waar Martin mee heeft geholpen, waaronder ook So What. Het nummer is een mid-tempo plaat en laat een haat-liefderelatie horen. P!nk zingt dat iemand een negatieve invloed heeft op haar, maar ze kan die persoon ook niet loslaten. Ze zingt in het refrein: I always say how I don't need you, but it's always gonna come right back to this, please don't leave me.

## Videoclip
De videoclip voor Please Don't Leave Me is opgenomen in het najaar van 2008, en lekte uit op het internet op 23 januari 2009. De clip ging officieel in première op de YouTube-pagina van P!nk op 27 januari 2009. De clip is geregisseerd door Dave Meyers. De man in de videoclip is acteur Eric Lively. Justin Sundquist was de stuntman voor Lively, en de stuntvrouw voor P!nk is Nikki Hester.
De clip begint in P!nks huis, waar ze na een gevecht met haar vriend, hem probeert tegen te houden om haar niet te verlaten. Hij verlaat de slaapkamer met een tas, daarna komt hij bij de trap aan, en P!nk eist dat hij blijft. Hij weigert en gaat ervandoor. Maar door de knikkers boven aan de trap valt hij van de trap en maakt een rare val. Dan ziet hij P!nk met een droevig gezicht naar beneden komen. Hij wordt wakker in de slaapkamer, waar P!nk zich ook bevindt, compleet in een verpleegstersuniform en dansend rond het bed. Maar dan probeert de man een telefoon te pakken, iets dat P!nk niet toestaat en zij slaat hem met een golfstick op zijn knie.
P!nk is in de volgende scène te zien in de keuken, waar ze groente snijdt met een groot mes. Dan probeert haar vriend weer te ontsnappen langs de trap naar beneden om zo naar buiten te gaan door de voordeur. Dat ziet P!nk en ze gaat op hem af, en ze praten daarover. Maar haar vriend lijkt niet onder de indruk en doet de deur open. Hij wordt vervolgens aangevallen door een van P!nks honden. Na dit incident bindt P!nk haar vriend vast in een rolstoel en maakt hem op. Daarna draait ze de rolstoel op een podium en laat die dan los. De rolstoel valt naar beneden, waar veel carnavalachtige poppen zijn. Nu is hij weer ontsnapt.
Dan ziet P!nk haar vriend in de garage, hij rent weg, maar P!nk pakt een bijl en achtervolgt hem. Hij gaat naar de badkamer op de eerste verdieping en P!nk gaat daar ook naartoe. P!nk probeert een gat in de deur hakken omdat zij de kamer niet in kan. Ze kijkt door het gat heen, maar op datzelfde moment pakt haar vriend een spray en spuit dat in P!nks ogen. Hierdoor loopt ze verschrikt naar achteren, valt zo over het hek en komt op de grond terecht. De laatste scène laat zien dat P!nk haar been gebroken heeft en dat haar vriend wordt afgevoerd op een brancard.
De scènes uit de videoclip zijn vrijwel allemaal parodieën op beroemde scènes uit verfilmingen van Stephen King verhalen. Voorbeelden zijn de klap met een golfclub tegen het been (Annie Wilkes die in Misery haar slachtoffer tegen de enkels slaat met een hamer), het inhakken op een deur met een bijl en vervolgens het gezicht door het gat steken (de klassieke 'Heeeeere's JOHNNY!!!' scène uit The Shining waarin Jack Nicholson hetzelfde doet) en het spuiten van een bijtende vloeistof in het gezicht van de slechterik ('This is battery acid, you creep!', Pennywise The Dancing Clown die door de kinderen in de filmversie van It wordt verslagen door met een astma-inhalator in zijn gezicht te spuiten.) De make-up van P!nk lijkt aan het einde van de clip verdacht veel op die van Pennywise.

## Hitnotering
| "Please Don't Leave Me" in de Nederlandse Top 40 - binnen: 18-04-2009 | "Please Don't Leave Me" in de Nederlandse Top 40 - binnen: 18-04-2009 | "Please Don't Leave Me" in de Nederlandse Top 40 - binnen: 18-04-2009 | "Please Don't Leave Me" in de Nederlandse Top 40 - binnen: 18-04-2009 | "Please Don't Leave Me" in de Nederlandse Top 40 - binnen: 18-04-2009 | "Please Don't Leave Me" in de Nederlandse Top 40 - binnen: 18-04-2009 | "Please Don't Leave Me" in de Nederlandse Top 40 - binnen: 18-04-2009 | "Please Don't Leave Me" in de Nederlandse Top 40 - binnen: 18-04-2009 | "Please Don't Leave Me" in de Nederlandse Top 40 - binnen: 18-04-2009 | "Please Don't Leave Me" in de Nederlandse Top 40 - binnen: 18-04-2009 | "Please Don't Leave Me" in de Nederlandse Top 40 - binnen: 18-04-2009 | "Please Don't Leave Me" in de Nederlandse Top 40 - binnen: 18-04-2009 |
| Week                                                                  | 1                                                                     | 2                                                                     | 3                                                                     | 4                                                                     | 5                                                                     | 6                                                                     | 7                                                                     | 8                                                                     | 9                                                                     | 10                                                                    |                                                                       |
| --------------------------------------------------------------------- | --------------------------------------------------------------------- | --------------------------------------------------------------------- | --------------------------------------------------------------------- | --------------------------------------------------------------------- | --------------------------------------------------------------------- | --------------------------------------------------------------------- | --------------------------------------------------------------------- | --------------------------------------------------------------------- | --------------------------------------------------------------------- | --------------------------------------------------------------------- | --------------------------------------------------------------------- |
| Nummer                                                                | 30                                                                    | 24                                                                    | 20                                                                    | 29                                                                    | 28                                                                    | 19                                                                    | 23                                                                    | 25                                                                    | 27                                                                    | 39                                                                    | uit                                                                   |

| "Please Don't Leave Me" in de Vlaamse Ultratop 50 - binnen: 27-06-2009 | "Please Don't Leave Me" in de Vlaamse Ultratop 50 - binnen: 27-06-2009 | "Please Don't Leave Me" in de Vlaamse Ultratop 50 - binnen: 27-06-2009 | "Please Don't Leave Me" in de Vlaamse Ultratop 50 - binnen: 27-06-2009 | "Please Don't Leave Me" in de Vlaamse Ultratop 50 - binnen: 27-06-2009 | "Please Don't Leave Me" in de Vlaamse Ultratop 50 - binnen: 27-06-2009 | "Please Don't Leave Me" in de Vlaamse Ultratop 50 - binnen: 27-06-2009 | "Please Don't Leave Me" in de Vlaamse Ultratop 50 - binnen: 27-06-2009 | "Please Don't Leave Me" in de Vlaamse Ultratop 50 - binnen: 27-06-2009 | "Please Don't Leave Me" in de Vlaamse Ultratop 50 - binnen: 27-06-2009 | "Please Don't Leave Me" in de Vlaamse Ultratop 50 - binnen: 27-06-2009 | "Please Don't Leave Me" in de Vlaamse Ultratop 50 - binnen: 27-06-2009 | "Please Don't Leave Me" in de Vlaamse Ultratop 50 - binnen: 27-06-2009 |
| Week                                                                   | 1                                                                      | 2                                                                      | 3                                                                      | 4                                                                      | 5                                                                      | 6                                                                      | 7                                                                      | 8                                                                      | 9                                                                      | 10                                                                     | 11                                                                     |                                                                        |
| ---------------------------------------------------------------------- | ---------------------------------------------------------------------- | ---------------------------------------------------------------------- | ---------------------------------------------------------------------- | ---------------------------------------------------------------------- | ---------------------------------------------------------------------- | ---------------------------------------------------------------------- | ---------------------------------------------------------------------- | ---------------------------------------------------------------------- | ---------------------------------------------------------------------- | ---------------------------------------------------------------------- | ---------------------------------------------------------------------- | ---------------------------------------------------------------------- |
| Nummer                                                                 | 49                                                                     | 36                                                                     | 35                                                                     | 37                                                                     | 31                                                                     | 37                                                                     | 36                                                                     | 35                                                                     | 37                                                                     | 46                                                                     | 49                                                                     | uit                                                                    |

## Releasedata
| Gebied              | Datum           |
| ------------------- | --------------- |
| Australië           | 31 januari 2009 |
| Noord-Amerika       | 31 maart 2009   |
| Duitsland           | 17 april 2009   |
| Verenigd Koninkrijk | 27 april 2009   |
| Europa              | April 2009      |
| Latijns-Amerika     | Mei 2009        |